# Eleanor the Great
Eleanor the Great är en amerikansk dramafilm som hade premiär på Cannes filmfestival den 20 maj 2025. Den är regisserad av Scarlett Johansson (hennes debutfilm som regissör) efter ett manus skrivet av Tory Kamen.

## Handling
Efter sjuttio år med sin bästa vän flyttar Eleanor till New York för en nystart. Att skaffa nya vänner vid nittio års ålder visar sig vara svårt. I sin längtan efter kontakt blir hon vän med en 19-årig student.

## Rollista (i urval)
- June Squibb - Eleanor Morgenstein
- Chiwetel Ejiofor
- Jessica Hecht
- Erin Kellyman
- Rita Zohar - Bessie